# Lucebert
Lucebert (ˈlucəbɛrt; Lubertus Jacobus Swaanswijk; 15 de setembre de 1924 – 10 de maig de 1994) va ser un artista neerlandés que un principi va esdevindre conegut per ser un poeta del moviment COBRA.
Va nàixer a Amsterdam el 1924. Va entrar a l'Institute for Arts and Crafts el 1938 i va prendre part en la primera exposició del grup COBRA al Stedelijk Museum, Amsterdam el 1949.

## Exposicions
- 1949 – International Exhibition of Experimental Art, Stedelijk Museum, Amsterdam, Països Baixos
- 1959 – Stedelijk Museum, Amsterdam, Països Baixos
- 1961 – Stedelijk van Abbe-Museum, Eindhoven, Països Baixos
- 1963 – Staedtlische Kunstgalerie, Bochum, Alemanya
- 1963 – Marlborough New London Gallery, Londres
- 1964 – Museu Boijmans Van Beuningen, Rotterdam; Kunsthalle Baden-Baden
- 1964 – Documenta 111, Kassel, Alemanya
- 1969 – Museu Stedelijk, Amsterdam, Països Baixos
- 1969 – Kunsthalle Basel, Suïssa– amb Karel Appel i Tajiri
- 1977 – Museu Stedelijk, Amsterdam, Països Baixos
- 1982 – Kunsthalle, Mannheim, Alemanya
- 1983 – Kunstverein Hochrhein, Bad Säckingen, Alemanya
- 1984 – Stedelijk Museum, Amsterdam, Països Baixos
- 1985 – Rai, Kunstmesse Amsterdam, Països Baixos
- 1987 – Stedelijk Museum, Amsterdam, Països Baixos
- 1988 – Kunstmuseum Winterthur, Kunstverein Freiburg i.Br., Alemanya
- 1988 – Landesmuseum Oldenburg, Galerie im Taxispalais, Innsbruck, Àustria
- 1989 – Kunsthalle zu Kiel, Alemanya
- 1989 – Städtische Kunstgalerie, Bochum, Alemanya
- 1989 – Kunsthaus Grenchen, Grenchen, Alemanya
- 2019 - Museu Soler Blasco (IVAM), Xàbia, València[2]

## Premis
- 1954 – premi de literatura de la ciutat d'Amsterdam
- 1959 – "Mediterranean Prize" de la Biennal de París
- 1962 – 2nd "Marzotto Prize"
- 1964 – "Carlo Cardazzo" premi a la 32a Biennal de Venècia, Itàlia
- 1965 – "Constantijn Huygensprijs"
- 1967 – "P.C. Hooftprijs" – el major premi governamental dels P.B. per literatura
- 1983 – "Premi de les Lletres neerlandeses" per literatura neerlandesa

## Col·leccions públiques
Les col·leccions públiques que tenen obres de Lucebert Swaanswijk són:
- Cobra Museum voor Moderne Kunst Amstelveen, Amstelveen
- Stedelijk Museum, Amsterdam
- Stedelijk Museum Schiedam, Schiedam
- Museu de Fundatie, Zwolle, Països Baixos
- Rijksmuseum d'Amsterdam[3]
- Museo Fundación Antonio Pérez,[4] Conca (Castella - la Manxa)